# Seznam dílů seriálu Zlatá sedmdesátá
Toto je seznam dílů seriálu Zlatá sedmdesátá. Americký komediální seriál Zlatá sedmdesátá vysílala televize Fox v letech 1998 až 2006. V českém znění jej uvedla v letech 2010–2011 stanice HBO Comedy, od roku 2013 jej začala uvádět stanice Smíchov TV a v lednu 2014 seriál krátce vysílala i TV Nova.

## Přehled řad
| Řada | Díly | Premiéra v USA    | Premiéra v USA    | Premiéra v ČR   | Premiéra v ČR   |
| Řada | Díly | První díl         | Poslední díl      | První díl       | Poslední díl    |
| ---- | ---- | ----------------- | ----------------- | --------------- | --------------- |
| 1    | 25   | 23. srpna 1998    | 26. července 1999 | 4. ledna 2010   | 20. ledna 2010  |
| 2    | 26   | 28. září 1999     | 22. května 2000   | 20. ledna 2010  | 8. února 2010   |
| 3    | 25   | 3. října 2000     | 22. května 2001   | 8. února 2010   | 24. února 2010  |
| 4    | 27   | 25. září 2001     | 21. května 2002   | 25. února 2010  | 16. března 2010 |
| 5    | 25   | 17. září 2002     | 14. května 2003   | 16. března 2010 | 1. dubna 2010   |
| 6    | 25   | 29. října 2003    | 19. května 2004   | 2. dubna 2010   | 20. dubna 2010  |
| 7    | 25   | 8. září 2004      | 18. května 2005   | 20. dubna 2010  | 6. května 2010  |
| 8    | 22   | 2. listopadu 2005 | 18. května 2006   | 7. května 2010  | 21. května 2010 |

## Seznam dílů

### První řada (1998–1999)
| Č. v seriálu | Č. v řadě | Původní název                               | Český název                                                         | Režie         | Scénář                                    | Premiéra v USA     | Premiéra v ČR  | Prod. kód |
| ------------ | --------- | ------------------------------------------- | ------------------------------------------------------------------- | ------------- | ----------------------------------------- | ------------------ | -------------- | --------- |
| 1            | 1         | That '70s Pilot                             | Pilot                                                               | Terry Hughes  | Bonnie Turner, Terry Turner, Mark Brazill | 23. srpna 1998     | 4. ledna 2010  | 101       |
| 2            | 2         | Eric's Birthday                             | Erikovy narozeniny                                                  | David Trainer | Bonnie Turner, Terry Turner               | 30. srpna 1998     | 4. ledna 2010  | 102       |
| 3            | 3         | Streaking                                   | Nesnáším chlupy                                                     | David Trainer | Eric Gilliland                            | 6. září 1998       | 5. ledna 2010  | 103       |
| 4            | 4         | Battle of the Sexists                       | Bitva pohlaví                                                       | David Trainer | Joshua Sternin, Jeffrey Ventimilia        | 20. září 1998      | 5. ledna 2010  | 104       |
| 5            | 5         | Eric's Burger Job                           | Erikova první práce                                                 | David Trainer | Mark Brazill                              | 27. září 1998      | 6. ledna 2010  | 106       |
| 6            | 6         | The Keg                                     | Sud                                                                 | David Trainer | Dave Schiff                               | 25. října 1998     | 6. ledna 2010  | 107       |
| 7            | 7         | That Disco Episode                          | Učitelka tance                                                      | David Trainer | Bonnie Turner, Terry Turner               | 8. listopadu 1998  | 7. ledna 2010  | 109       |
| 8            | 8         | Drive-In                                    | Satan přichází                                                      | David Trainer | Mark Hudis                                | 15. listopadu 1998 | 7. ledna 2010  | 108       |
| 9            | 9         | Thanksgiving                                | Díkůvzdání                                                          | David Trainer | Jackie Behan, Jeff Filgo                  | 22. listopadu 1998 | 8. ledna 2010  | 110       |
| 10           | 10        | Sunday, Bloody Sunday                       | Mizerná neděle                                                      | David Trainer | Linda Wallem                              | 29. listopadu 1998 | 8. ledna 2010  | 105       |
| 11           | 11        | Eric's Buddy                                | Vše, co jste kdy chtěli vědět o vztazích, ale báli jste se (zeptat) | David Trainer | Philip Stark                              | 6. prosince 1998   | 11. ledna 2010 | 114       |
| 12           | 12        | The Best Christmas Ever That '70s Christmas | Vánoce                                                              | David Trainer | Terry Turner, Philip Stark                | 13. prosince 1998  | 11. ledna 2010 | 113       |
| 13           | 13        | Ski Trip                                    | Romantický víkend                                                   | David Trainer | Jeff Filgo, Jackie Behan                  | 17. ledna 1999     | 12. ledna 2010 | 115       |
| 14           | 14        | Stolen Car                                  | Ukradené auto                                                       | David Trainer | Mark Hudis                                | 24. ledna 1999     | 12. ledna 2010 | 117       |
| 15           | 15        | That Wrestling Show                         | Wrestling                                                           | David Trainer | Jeff Filgo, Jackie Behan                  | 7. února 1999      | 13. ledna 2010 | 119       |
| 16           | 16        | First Date                                  | První rande                                                         | David Trainer | Mark Brazill                              | 14. února 1999     | 13. ledna 2010 | 116       |
| 17           | 17        | The Pill                                    | Pilulka                                                             | David Trainer | Linda Wallem                              | 21. února 1999     | 14. ledna 2010 | 118       |
| 18           | 18        | Career Day                                  | Výběr povolání                                                      | David Trainer | Joshua Sternin, Jeffrey Ventimilia        | 28. února 1999     | 14. ledna 2010 | 111       |
| 19           | 19        | Prom Night                                  | Školní ples                                                         | David Trainer | Philip Stark                              | 7. března 1999     | 15. ledna 2010 | 121       |
| 20           | 20        | A New Hope                                  | Nová naděje                                                         | David Trainer | Joshua Sternin, Jeffrey Ventimilia        | 14. března 1999    | 15. ledna 2010 | 122       |
| 21           | 21        | Water Tower                                 | Rodiče to chtějí taky                                               | David Trainer | Jeff Filgo, Jackie Behan                  | 14. června 1999    | 18. ledna 2010 | 123       |
| 22           | 22        | Punk Chick                                  | Punk není mrtev                                                     | David Trainer | Dave Schiff                               | 21. června 1999    | 18. ledna 2010 | 120       |
| 23           | 23        | Grandma's Dead                              | Babiččina smrt                                                      | David Trainer | Arthur F. Montmorency                     | 12. července 1999  | 19. ledna 2010 | 112       |
| 24           | 24        | Hyde Moves In                               | Hyde se stěhuje                                                     | David Trainer | Mark Hudis                                | 19. července 1999  | 19. ledna 2010 | 124       |
| 25           | 25        | The Good Son                                | Hodný syn                                                           | David Trainer | Arthur F. Montmorency                     | 26. července 1999  | 20. ledna 2010 | 125       |

### Druhá řada (1999–2000)
| Č. v seriálu | Č. v řadě | Původní název              | Český název                        | Režie         | Scénář                             | Premiéra v USA     | Premiéra v ČR  | Prod. kód |
| ------------ | --------- | -------------------------- | ---------------------------------- | ------------- | ---------------------------------- | ------------------ | -------------- | --------- |
| 26           | 1         | Garage Sale                | Koláčky                            | David Trainer | Dave Schiff                        | 28. září 1999      | 20. ledna 2010 | 201       |
| 27           | 2         | Red's Last Day             | Poslední den v práci               | David Trainer | Mark Brazill                       | 5. října 1999      | 21. ledna 2010 | 202       |
| 28           | 3         | The Velvet Rope            | Zkušenosti, loajalita, pracovitost | David Trainer | Joshua Sternin, Jeffrey Ventimilia | 12. října 1999     | 21. ledna 2010 | 203       |
| 29           | 4         | Laurie and the Professor   | Pan profesor                       | David Trainer | Linda Wallem                       | 19. října 1999     | 22. ledna 2010 | 204       |
| 30           | 5         | Halloween                  | Halloween                          | David Trainer | Joshua Sternin, Jeffrey Ventimilia | 26. října 1999     | 22. ledna 2010 | 205       |
| 31           | 6         | Vanstock                   | Festival                           | David Trainer | Arthur F. Montmorency              | 2. listopadu 1999  | 25. ledna 2010 | 206       |
| 32           | 7         | I Love Cake                | Koláč                              | David Trainer | Jeff Filgo                         | 9. listopadu 1999  | 25. ledna 2010 | 207       |
| 33           | 8         | Sleepover                  | Společná noc                       | David Trainer | Dean Batali, Rob des Hotel         | 16. listopadu 1999 | 26. ledna 2010 | 208       |
| 34           | 9         | Eric Gets Suspended        | Cigareta                           | David Trainer | Philip Stark                       | 30. listopadu 1999 | 26. ledna 2010 | 209       |
| 35           | 10        | Red's Birthday             | Redovy narozeniny                  | David Trainer | Mark Hudis                         | 7. prosince 1999   | 27. ledna 2010 | 210       |
| 36           | 11        | Laurie Moves Out           | Laurie se stěhuje                  | David Trainer | John Schwab                        | 14. prosince 1999  | 27. ledna 2010 | 211       |
| 37           | 12        | Eric's Stash               | Ericovy úspory                     | David Trainer | Chris Peterson                     | 11. ledna 2000     | 28. ledna 2010 | 212       |
| 38           | 13        | Hunting                    | Hurá na lov                        | David Trainer | Mark Brazill                       | 18. ledna 2000     | 28. ledna 2010 | 213       |
| 39           | 14        | Red's New Job              | Red má práci                       | David Trainer | Jeff Filgo, Jackie Filgo           | 1. února 2000      | 29. ledna 2010 | 214       |
| 40           | 15        | Burning Down the House     | Večírek na úrovni                  | David Trainer | Dave Schiff                        | 7. února 2000      | 29. ledna 2010 | 215       |
| 41           | 16        | The First Time             | Eric a Donna nemají sex            | David Trainer | Mark Hudis                         | 14. února 2000     | 1. února 2010  | 216       |
| 42           | 17        | Afterglow                  | Den poté                           | David Trainer | Jeffrey Ventimilia                 | 14. února 2000     | 1. února 2010  | 217       |
| 43           | 18        | Kitty and Eric's Night Out | Rande                              | David Trainer | Linda Wallem                       | 28. února 2000     | 2. února 2010  | 218       |
| 44           | 19        | Parents Find Out           | Přiznání                           | David Trainer | Mark Hudis                         | 7. března 2000     | 2. února 2010  | 219       |
| 45           | 20        | Kiss of Death              | Polibek smrti                      | David Trainer | Rob des Hotel, Dean Batali         | 20. března 2000    | 3. února 2010  | 220       |
| 46           | 21        | Kelso's Serenade           | Kelsova serenáda                   | David Trainer | Linda Wallem                       | 27. března 2000    | 3. února 2010  | 221       |
| 47           | 22        | Jackie Moves On            | Sourozenecké nesváry               | David Trainer | Philip Stark                       | 3. dubna 2000      | 4. února 2010  | 222       |
| 48           | 23        | Holy Crap!                 | Bože na nebesích                   | David Trainer | Rob des Hotel, Dean Batali         | 1. května 2000     | 4. února 2010  | 223       |
| 49           | 24        | Red Fired Up               | Red úřaduje                        | David Trainer | Dave Schiff                        | 8. května 2000     | 5. února 2010  | 224       |
| 50           | 25        | Cat Fight Club             | Kočičí rvačka                      | David Trainer | Philip Stark                       | 15. května 2000    | 5. února 2010  | 225       |
| 51           | 26        | Moon Over Point Place      | Donnino tajemství                  | David Trainer | Jeff Filgo, Jack Filgo             | 22. května 2000    | 8. února 2010  | 226       |

### Třetí řada (2000–2001)
| Č. v seriálu | Č. v řadě | Původní název                               | Český název                                      | Režie         | Scénář                             | Premiéra v USA     | Premiéra v ČR  | Prod. kód |
| ------------ | --------- | ------------------------------------------- | ------------------------------------------------ | ------------- | ---------------------------------- | ------------------ | -------------- | --------- |
| 52           | 1         | Reefer Madness                              | Marihuanové šílenství                            | David Trainer | Joshua Sternin, Jeffrey Ventimilia | 3. října 2000      | 8. února 2010  | 301       |
| 53           | 2         | Red Sees Red                                | Red vidí rudě                                    | David Trainer | Linda Wallem                       | 10. října 2000     | 9. února 2010  | 302       |
| 54           | 3         | Hyde's Father                               | Táta Hyda                                        | David Trainer | John Schwab                        | 17. října 2000     | 9. února 2010  | 303       |
| 55           | 4         | Too Old to Trick or Treat, Too Young to Die | Příliš staří na koledování, příliš mladí na smrt | David Trainer | Jeff Filgo, Jackie Filgo           | 31. října 2000     | 10. února 2010 | 304       |
| 56           | 5         | Roller Disco                                | Diskotéka na bruslích                            | David Trainer | Mark Hudis                         | 14. listopadu 2000 | 10. února 2010 | 305       |
| 57           | 6         | Eric's Panties                              | Ericovy kalhotky                                 | David Trainer | Dean Batali, Rob Deshotel          | 21. listopadu 2000 | 11. února 2010 | 306       |
| 58           | 7         | Baby Fever                                  | Šílenství po dítěti                              | David Trainer | Kristin Newman                     | 28. listopadu 2000 | 11. února 2010 | 307       |
| 59           | 8         | Jackie Bags Hyde                            | Jackie balí Hyda                                 | David Trainer | Dave Schiff                        | 12. prosince 2000  | 12. února 2010 | 308       |
| 60           | 9         | Hyde's Christmas Rager                      | Hydova vánoční párty                             | David Trainer | Mark Hudis                         | 19. prosince 2000  | 12. února 2010 | 309       |
| 61           | 10        | Ice Shack                                   | Zimní bouda                                      | David Trainer | Philip Stark                       | 9. ledna 2001      | 15. února 2010 | 310       |
| 62           | 11        | Who Wants It More?                          | Kdo to chce víc?                                 | David Trainer | Joshua Sternin, Jeffrey Ventimilia | 10. ledna 2001     | 15. února 2010 | 311       |
| 63           | 12        | Fez Gets the Girl                           | Fez dostane holku                                | David Trainer | Bryan Moore                        | 16. ledna 2001     | 16. února 2010 | 312       |
| 64           | 13        | Dine and Dash                               | Najíst se a zdrhnout                             | David Trainer | Jackie Filgo, Jeff Filgo           | 30. ledna 2001     | 16. února 2010 | 313       |
| 65           | 14        | Radio Daze                                  | Radio Daze                                       | David Trainer | Dave Schiff                        | 6. února 2001      | 17. února 2010 | 314       |
| 66           | 15        | Donna's Panties                             | Donniny kalhotky                                 | David Trainer | Dean Batali, Rob Deshotel          | 13. února 2001     | 17. února 2010 | 315       |
| 67           | 16        | Romantic Weekend                            | Romantický víkend                                | David Trainer | Jackie Filgo, Jeff Filgo           | 20. února 2001     | 18. února 2010 | 316       |
| 68           | 17        | Kitty's Birthday (That's Today?!)           | Narozeniny Kitty (Jsou dnes?!)                   | David Trainer | Bryan Moore, Chris Peterson        | 27. února 2001     | 18. února 2010 | 317       |
| 69           | 18        | The Trials of Michael Kelso                 | Zkoušky pro M. Kelsa                             | David Trainer | Philip Stark                       | 13. března 2001    | 19. února 2010 | 318       |
| 70           | 19        | Eric's Naughty No-No                        | Ericovo ošklivé ne-ne                            | David Trainer | Kristin Newman                     | 27. března 2001    | 19. února 2010 | 319       |
| 71           | 20        | Holy Craps!                                 | Pro Kristovy rány!                               | David Trainer | Mark Hudis                         | 17. dubna 2001     | 22. února 2010 | 320       |
| 72           | 21        | Fez Dates Donna                             | Fez randí s Donnou                               | David Trainer | Dean Batali, Rob Deshotel          | 1. května 2001     | 22. února 2010 | 321       |
| 73           | 22        | Eric's Drunken Tattoo                       | Ericovo tetování udělané v opilosti              | David Trainer | Jeffrey Ventimilia, Joshua Sternin | 1. května 2001     | 23. února 2010 | 322       |
| 74           | 23        | Canadian Road Trip                          | Výlet do Kanady                                  | David Trainer | Dave Schiff                        | 8. května 2001     | 23. února 2010 | 323       |
| 75           | 24        | Backstage Pass                              | Vstup do zákulisí                                | David Trainer | Philip Stark                       | 15. května 2001    | 24. února 2010 | 324       |
| 76           | 25        | The Promise Ring                            | Prstýnek                                         | David Trainer | Jeff Filgo, Jackie Filgo           | 22. května 2001    | 24. února 2010 | 325       |

### Pátá řada (2002–2003)
| Č. v seriálu | Č. v řadě | Původní název                    | Český název                              | Režie         | Scénář                               | Premiéra v USA     | Premiéra v ČR   | Prod. kód |
| ------------ | --------- | -------------------------------- | ---------------------------------------- | ------------- | ------------------------------------ | ------------------ | --------------- | --------- |
| 104          | 1         | Going to California              | Výlet do Kalifornie                      | David Trainer | Jeff Filgo, Jackie Filgo             | 17. září 2002      | 16. března 2010 | 501       |
| 105          | 2         | I Can't Quit You, Baby           | Zlato, nemůžu to s tebou jen tak skončit | David Trainer | Gregg Mettler                        | 24. září 2002      | 17. března 2010 | 502       |
| 106          | 3         | What is and What Should Never Be | Co je a co by nikdy nemělo být           | David Trainer | Will Forte                           | 29. října 2002     | 17. března 2010 | 503       |
| 107          | 4         | Heartbreaker                     | Zlomení srdce                            | David Trainer | Kristin Newman                       | 29. října 2002     | 18. března 2010 | 504       |
| 108          | 5         | Ramble On                        | Odmlka                                   | David Trainer | Philip Stark                         | 12. listopadu 2002 | 18. března 2010 | 505       |
| 109          | 6         | Over the Hills and Far Away      | Tam za kopci a hlavně hodně daleko       | David Trainer | Bryan Moore, Chris Peterson          | 19. listopadu 2002 | 19. března 2010 | 506       |
| 110          | 7         | Hot Dog                          | Pejsek                                   | David Trainer | Rob des Hotel                        | 26. listopadu 2002 | 19. března 2010 | 507       |
| 111          | 8         | Thank You                        | Děkuju ti                                | David Trainer | Dean Batali                          | 3. prosince 2002   | 22. března 2010 | 508       |
| 112          | 9         | Black Dog                        | Černý pes                                | David Trainer | Mark Hudis                           | 10. prosince 2002  | 22. března 2010 | 509       |
| 113          | 10        | The Crunge                       | Šok                                      | David Trainer | Dave Schiff                          | 17. prosince 2002  | 23. března 2010 | 510       |
| 114          | 11        | The Girl I Love                  | Holka, kterou miluju                     | David Trainer | Gregg Mettler                        | 7. ledna 2003      | 23. března 2010 | 511       |
| 115          | 12        | Misty Mountain Hop               | Zamlžený horský mejdan                   | David Trainer | Dave Schiff                          | 22. ledna 2003     | 24. března 2010 | 512       |
| 116          | 13        | Your Time Is Gonna Come          | Tvůj čas přijde                          | David Trainer | Jackie Filgo, Jeff Filgo, Will Forte | 29. ledna 2003     | 24. března 2010 | 513       |
| 117          | 14        | Babe I'm Gonna Leave You         | Zlato, já tě opustím                     | David Trainer | Kristin Newman                       | 5. února 2003      | 25. března 2010 | 514       |
| 118          | 15        | When the Levee Breaks            | Když se hráz protrhne                    | David Trainer | Dean Batali                          | 12. února 2003     | 25. března 2010 | 515       |
| 119          | 16        | Whole Lotta Love                 | Hodně lásky                              | David Trainer | Philip Stark                         | 19. února 2003     | 26. března 2010 | 516       |
| 120          | 17        | The Battle of Evermore           | Bitva navěky                             | David Trainer | Rob des Hotel                        | 26. února 2003     | 26. března 2010 | 517       |
| 121          | 18        | Hey, Hey, What Can I Do?         | Hej hej, co já bych mohl dělat           | David Trainer | Mark Hudis                           | 12. března 2003    | 29. března 2010 | 518       |
| 122          | 19        | Bring It on Home                 | Přivést domů                             | David Trainer | Chris Peterson, Bryan Moore          | 26. března 2003    | 29. března 2010 | 519       |
| 123          | 20        | No Quarter                       | Žádné dělení                             | David Trainer | Dean Batali                          | 2. dubna 2003      | 30. března 2010 | 520       |
| 124          | 21        | Trampled Under Foot              | Zaseknuti v rutině                       | David Trainer | Philip Stark                         | 9. dubna 2003      | 30. března 2010 | 521       |
| 125          | 22        | You Shook Me                     | Otřásl si se mnou                        | David Trainer | Kristin Newman                       | 16. dubna 2003     | 31. března 2010 | 522       |
| 126          | 23        | Nobody's Fault But Mine          | Jen a jen moje chyba                     | David Trainer | Mark Hudis                           | 23. dubna 2003     | 31. března 2010 | 523       |
| 127          | 24        | Immigrant Song                   | Imigrantská píseň                        | David Trainer | Rob des Hotel                        | 7. května 2003     | 1. dubna 2010   | 524       |
| 128          | 25        | Celebration Day                  | Oslava                                   | David Trainer | Gregg Mettler                        | 14. května 2003    | 1. dubna 2010   | 525       |

### Šestá řada (2003–2004)
| Č. v seriálu | Č. v řadě | Původní název              | Český název                     | Režie         | Scénář                      | Premiéra v USA     | Premiéra v ČR  | Prod. kód |
| ------------ | --------- | -------------------------- | ------------------------------- | ------------- | --------------------------- | ------------------ | -------------- | --------- |
| 129          | 1         | The Kids are Alright       | Děti jsou v pořádku             | David Trainer | Jeff Filgo, Jackie Filgo    | 29. října 2003     | 2. dubna 2010  | 601       |
| 130          | 2         | Join Together              | Dáni dohromady                  | David Trainer | Dean Batali                 | 5. listopadu 2003  | 2. dubna 2010  | 602       |
| 131          | 3         | The Magic Bus              | Magický autobus                 | David Trainer | Rob Deshotel                | 12. listopadu 2003 | 5. dubna 2010  | 603       |
| 132          | 4         | The Acid Queen             | Kyselá královna                 | David Trainer | Mark Hudis                  | 19. listopadu 2003 | 5. dubna 2010  | 604       |
| 133          | 5         | I'm Free                   | Jsem volný                      | David Trainer | Gregg Mettler               | 26. listopadu 2003 | 6. dubna 2010  | 605       |
| 134          | 6         | We're Not Gonna Take It    | To my nebereme                  | David Trainer | Dave Schiff                 | 3. prosince 2003   | 6. dubna 2010  | 606       |
| 135          | 7         | Christmas                  | Vánoce                          | David Trainer | Philip Stark                | 17. prosince 2003  | 7. dubna 2010  | 607       |
| 136          | 8         | I'm a Boy                  | Jsem kluk                       | David Trainer | Kristin Newman              | 7. ledna 2004      | 7. dubna 2010  | 608       |
| 137          | 9         | Young Man Blues            | Trápení mladého muže            | David Trainer | Bryan Moore, Chris Peterson | 14. ledna 2004     | 8. dubna 2010  | 609       |
| 138          | 10        | A Legal Matter             | Právní záležitost               | David Trainer | Alan Dybner                 | 4. února 2004      | 8. dubna 2010  | 610       |
| 139          | 11        | I Can See for Miles        | Vidím na míle daleko            | David Trainer | Sarah McLaughlin            | 11. února 2004     | 9. dubna 2010  | 611       |
| 140          | 12        | Sally Simpson              | Sally Simpson                   | David Trainer | Dean Batali                 | 18. února 2004     | 9. dubna 2010  | 612       |
| 141          | 13        | Won't Get Fooled Again     | Už se nenechat oblbnout         | David Trainer | Rob Deshotel                | 25. února 2004     | 12. dubna 2010 | 613       |
| 142          | 14        | Baby Don't You Do It       | Zlato, nedělej to               | David Trainer | Mark Hudis                  | 3. března 2004     | 12. dubna 2010 | 614       |
| 143          | 15        | Who are You?               | Co jsi zač                      | David Trainer | Gregg Mettler               | 10. března 2004    | 13. dubna 2010 | 615       |
| 144          | 16        | Man with Money             | Muž s penězi                    | David Trainer | Bryan Moore, Chris Peterson | 17. března 2004    | 13. dubna 2010 | 616       |
| 145          | 17        | Happy Jack                 | Šťastný Jack                    | David Trainer | Kristin Newman              | 24. března 2004    | 14. dubna 2010 | 617       |
| 146          | 18        | Do You Think It's Alright? | Myslíš si, že je to to správné? | David Trainer | Patrick Kienlen             | 31. března 2004    | 14. dubna 2010 | 618       |
| 147          | 19        | Substitute                 | Náhrada                         | David Trainer | Jennifer Keene              | 21. dubna 2004     | 15. dubna 2010 | 619       |
| 148          | 20        | Squeeze Box                | Harmonika                       | David Trainer | Philip Stark                | 28. dubna 2004     | 15. dubna 2010 | 620       |
| 149          | 21        | 5:15                       | 5:15                            | David Trainer | Gregg Mettler               | 5. května 2004     | 16. dubna 2010 | 621       |
| 150          | 22        | Sparks                     | Jiskry                          | David Trainer | Rob Deshotel                | 12. května 2004    | 16. dubna 2010 | 622       |
| 151          | 23        | My Wife                    | Moje žena                       | David Trainer | Dean Batali                 | 16. května 2004    | 19. dubna 2010 | 623       |
| 152          | 24        | Going Mobile               | Bydlení na kolečkách            | David Trainer | Mark Hudis                  | 19. května 2004    | 19. dubna 2010 | 624       |
| 153          | 25        | The Seeker                 | Hledač                          | David Trainer | Jeff Filgo, Jackie Filgo    | 19. května 2004    | 20. dubna 2010 | 625       |

### Sedmá řada (2004–2005)
| Č. v seriálu | Č. v řadě | Původní název                        | Český název                  | Režie         | Scénář                      | Premiéra v USA     | Premiéra v ČR  | Prod. kód |
| ------------ | --------- | ------------------------------------ | ---------------------------- | ------------- | --------------------------- | ------------------ | -------------- | --------- |
| 154          | 1         | Time Is on My Side                   | Čas je na mé straně          | David Trainer | Jeff Filgo, Jackie Filgo    | 8. září 2004       | 20. dubna 2010 | 701       |
| 155          | 2         | Let's Spend the Night Together       | Seznamte se, William Barnett | David Trainer | Dean Batali                 | 15. září 2004      | 21. dubna 2010 | 702       |
| 156          | 3         | (I Can't Get No) Satisfaction        | Ericovo nové já              | David Trainer | Kristin Newman              | 22. září 2004      | 21. dubna 2010 | 703       |
| 157          | 4         | Beast of Burden                      | Nabídka, která se neodmíta   | David Trainer | Dave Schiff                 | 29. září 2004      | 22. dubna 2010 | 704       |
| 158          | 5         | It's Only Rock and Roll              | Hydeův první den             | David Trainer | Philip Stark                | 6. října 2004      | 22. dubna 2010 | 705       |
| 159          | 6         | Rip This Joint                       | Eric delikventem             | David Trainer | Rob Des Hotel               | 3. listopadu 2004  | 23. dubna 2010 | 706       |
| 160          | 7         | Mother's Little Helper               | Radost ze sexu               | David Trainer | Mark Hudis                  | 10. listopadu 2004 | 23. dubna 2010 | 707       |
| 161          | 8         | Angie                                | Angie                        | David Trainer | Chris Peterson, Bryan Moore | 17. listopadu 2004 | 26. dubna 2010 | 708       |
| 162          | 9         | You Can't Always Get What You Want   | Doupě                        | David Trainer | Gregg Mettler               | 24. listopadu 2004 | 26. dubna 2010 | 709       |
| 163          | 10        | Surprise, Surprise                   | Překvapení                   | David Trainer | Sarah McLaughlin            | 1. prosince 2004   | 27. dubna 2010 | 710       |
| 164          | 11        | Winter                               | Dárky dětem                  | David Trainer | Dean Batali                 | 15. prosince 2004  | 27. dubna 2010 | 711       |
| 165          | 12        | Don't Lie to Me                      | Svatba s princem             | David Trainer | Kristin Newman              | 5. ledna 2005      | 28. dubna 2010 | 712       |
| 166          | 13        | Can't You Hear Me Knocking           | Paprsek smrti                | David Trainer | Rob Des Hotel               | 12. ledna 2005     | 28. dubna 2010 | 713       |
| 167          | 14        | Street Fighting Man                  | Jedeme na zápas              | David Trainer | Alan Dybner                 | 9. února 2005      | 29. dubna 2010 | 714       |
| 168          | 15        | It's All over Now                    | Je po všem                   | David Trainer | Mark Hudis                  | 16. února 2005     | 29. dubna 2010 | 715       |
| 169          | 16        | On With the Show                     | Konec flákání                | David Trainer | Dave Schiff                 | 23. února 2005     | 30. dubna 2010 | 716       |
| 170          | 17        | Down The Road Apiece                 | Zakázané ovoce               | David Trainer | Philip Stark                | 2. března 2005     | 30. dubna 2010 | 717       |
| 171          | 18        | Oh, Baby (We Got a Good Thing Goin') | Jeden muž a nemluvně         | David Trainer | Gregg Mettler               | 9. března 2005     | 3. května 2010 | 718       |
| 172          | 19        | Who's Been Sleeping Here?            | Kmotr                        | David Trainer | David Spancer               | 23. března 2005    | 3. května 2010 | 719       |
| 173          | 20        | Gimme Shelter                        | Chiropraktik                 | David Trainer | Chris Peterson, Bryan Moore | 30. března 2005    | 4. května 2010 | 720       |
| 174          | 21        | 2120 So. Michigan Ave                | Návrat ztraceného bratra     | David Trainer | Dean Batali                 | 27. dubna 2005     | 4. května 2010 | 721       |
| 175          | 22        | 2000 Light Years From Home           | Konečné rozhodnutí           | David Trainer | Kristin Newman              | 4. května 2005     | 5. května 2010 | 722       |
| 176          | 23        | Take It Or Leave It                  | Ber nebo nech být            | David Trainer | Gregg Mettler               | 11. května 2005    | 5. května 2010 | 723       |
| 177          | 24        | Short and Curlies                    | Dárek na rozloučenou         | David Trainer | Rob Des Hotel               | 18. května 2005    | 6. května 2010 | 724       |
| 178          | 25        | Till the Next Goodbye                | Poslední sbohem              | David Trainer | Mark Hudis                  | 18. května 2005    | 6. května 2010 | 725       |

### Osmá řada (2005–2006)
| Č. v seriálu | Č. v řadě | Původní název                  | Český název            | Režie         | Scénář                                      | Premiéra v USA     | Premiéra v ČR   | Prod. kód |
| ------------ | --------- | ------------------------------ | ---------------------- | ------------- | ------------------------------------------- | ------------------ | --------------- | --------- |
| 179          | 1         | Bohemian Rhapsody              | Překvapení z Las Vegas | David Trainer | Gregg Mettler                               | 2. listopadu 2005  | 7. května 2010  | 801       |
| 180          | 2         | Somebody to Love               | Rendy                  | David Trainer | Rob Deshotel                                | 2. listopadu 2005  | 7. května 2010  | 802       |
| 181          | 3         | You're My Best Friend          | Rozlučka se svobodou   | David Trainer | Chris Peterson, Bryan Moore                 | 9. listopadu 2005  | 10. května 2010 | 803       |
| 182          | 4         | Misfire                        | Oslava výročí          | David Trainer | Kristin Newman                              | 16. listopadu 2005 | 10. května 2010 | 804       |
| 183          | 5         | Stone Cold Crazy               | Striptýz               | David Trainer | Dave Schiff                                 | 30. listopadu 2005 | 11. května 2010 | 805       |
| 184          | 6         | Long Away                      | Konec jedné éry        | David Trainer | Philip Stark                                | 7. prosince 2005   | 11. května 2010 | 806       |
| 185          | 7         | Fun It                         | Ukradený klaun         | David Trainer | David Spancer                               | 14. prosince 2005  | 12. května 2010 | 807       |
| 186          | 8         | Good Company                   | Donna má narozeniny    | David Trainer | Dean Batali                                 | 12. ledna 2006     | 12. května 2010 | 808       |
| 187          | 9         | Who Needs You                  | Dobročinná akce        | David Trainer | Sarah McLaughlin                            | 19. ledna 2006     | 13. května 2010 | 809       |
| 188          | 10        | Sweet Lady                     | Jackie má práci        | David Trainer | Alan Dybner                                 | 26. ledna 2006     | 13. května 2010 | 810       |
| 189          | 11        | Good Old Fashioned Lover Boy   | Leova kráska           | David Trainer | Greg Schaffer, Steve Joe                    | 2. února 2006      | 14. května 2010 | 811       |
| 190          | 12        | Killer Queen                   | Ledová královna        | David Trainer | Mark Hudis                                  | 9. února 2006      | 14. května 2010 | 812       |
| 191          | 13        | Spread Your Wings              | Pracovní Fez           | David Trainer | Gregg Mettler                               | 16. března 2006    | 17. května 2010 | 813       |
| 192          | 14        | Son and Daughter               | Kytara                 | David Trainer | Ken Blankstein                              | 23. března 2006    | 17. května 2010 | 814       |
| 193          | 15        | Keep Yourself Alive            | Snubní prsten          | David Trainer | Gregg Mettler                               | 13. dubna 2006     | 18. května 2010 | 815       |
| 194          | 16        | My Fairy King                  | Kráska a zvíře         | David Trainer | Philip Stark                                | 27. dubna 2006     | 18. května 2010 | 816       |
| 195          | 17        | Crazy Little Thing Called Love | Marná lásky snaha      | David Trainer | Kristin Newman                              | 27. dubna 2006     | 19. května 2010 | 817       |
| 196          | 18        | We Will Rock You               | Noví sousedé           | David Trainer | Chris Peterson, Bryan Moore                 | 4. května 2006     | 19. května 2010 | 818       |
| 197          | 19        | Sheer Heart Attack             | Prášky na srdce        | David Trainer | Steve Joe, Greg Schaffer                    | 4. května 2006     | 20. května 2010 | 819       |
| 198          | 20        | Leaving Home Ain't Easy        | Láska a válka          | David Trainer | Chris Peterson, Bryan Moore, Kristin Newman | 11. května 2006    | 20. května 2010 | 820       |
| 199          | 21        | Love of My Life                | Fezův duch             | David Trainer | Gregg Mettler                               | 18. května 2006    | 21. května 2010 | 821       |
| 200          | 22        | That '70s Finale               | Zlaté finále           | David Trainer | Gregg Mettler                               | 18. května 2006    | 21. května 2010 | 822       |